# Chocobo Racing
Chocobo Racing, також у Японії знана як Chocobo Racing: Genkai e no Rōdo (яп. チョコボレーシング 〜幻界へのロード〜, літ. «Перегони чокобо: Шлях до світу духів») — гоночна відеогра, розроблена Square для PlayStation та випущена 18 березня 1999 року в Японії. Пізніше, у цьому році, вийшла для Північної Америки та Європи. 20 грудня 2000 року перевидана для серії PS one Books. У 2009 році портована на PlayStation 3 та PSP, а у 2012 — на PS Vita.
Над створенням відеогри займалися люди, відомі за серією Final Fantasy, — Токіта Такаші, Хасімото Сіндзі, Ітахана Тосіюкі, Токіта Такасі, Іто Кендзі. Chocobo Racing часто зрізвнюють з іншими гоночними відеоіграми, такими як Mario Kart чи Crash Team Racing. Головним героєм виступає їздовий птах чокобо — талісман серії «Остання фантазія». Також у грі є відомі персонажі, такі як: чорний чаклун, мугл, Сід. Більшість саундтреків перероблена з оригінальної серії Final Fantasy.

## Геймплей
Chocobo Racing відноситься до категорії картингових перегонів, що за механікою подібна до Mario Kart і Crash Team Racing. Більшість персонажів змагаються на маленьких машинках схожих на карт, або використовують якісь інші пристосування для пересування, наприклад, реактивні ролики, скутер, килим-самолітак, тоді як деякі просто біжать на своїх ногами. Гравцеві доступні п'ять різних режимів: сюжетний режим, змагання один проти одного, гран-прі, гоночна естафета і заїзд на час.
У сюжетному режимі гравець бере участь у серії послідовних заїздів, спостерігаючи при цьому історію, яку розповідає Сід і зображену на екрані у вигляді стилізованої книги-панорами, а також із кат-сцен. Після проходження даного режиму гравець отримує можливість налаштувати будь-якого персонажа відповідно до своїх уподобань, крім того, стають доступними секретні персонажі . Змагання один проти одного призначені для двох гравців, при цьому екран поділяється горизонтальною лінією. У режиму гран-прі гравець протистоїть АІ-противникам у ході чотирьох заїздів на чотирьох обраних трасах, і переможець визначається на основі фінального результату. У гоночній естафети гравець проходить одну трасу трьома різними персонажами, що змінюються після перетину фінішної межі, і час усієї трійці підсумовується. У заїздах на час гравець вибирає будь-яку трасу і намагається встановити часовий рекорд на її проходження. Усього в грі представлено десять різних трас: Тест-трек Сіда, Ліс муглів, Стародавні ворота, Міфрилові шахти, Чорний маєток, Плавучі сади, Пряниковий край, Вулканічна долина, Фантазія і бонусна траса, виконана в антуражі Final Fantasy VIII (англ. F.F.VIII Circuit).
Під час гонки за допомогою аналогового стику та кнопок керування ігрового контролера гравець може прискорюватися, гальмувати, реверсувати, застосовувати чарівні камені та спеціальні здібності. Для більш плавних поворотів присутній особливий маневр — заніс, що досягається одночасним утриманням кнопок прискорення і гальмування. Цей прийом допомагає без проблем долати різкі повороти, проте в разі занадто довгого заносу персонаж втрачає управління і починає безконтрольно кружляти. Перед початком кожного заїзду гравець отримує додатковий бонус до швидкості, якщо почне прискорюватися відразу після закінчення часового часу.
У світі Chocobo Racing, чарівні камені розкидані по всій трасі, і персонаж, приїжджаючи повз, може їх підібрати. Крім того, вони можуть бути викрадені у противників під час зіткнення з ними. Кожен вид каменю має свій індивідуальний ефект. Наприклад, камінь прискорення на невеликий проміжок часу збільшую швидкість персонажа, а камінь відбиття може відбити ворожий напад. Усього існує вісім видів чарівних каменів, помічених відповідними символами: Камінь прискорення (англ. Haste Stone), Камінь вогню (англ. Fire Stone), Камінь холоду (англ. Ice Stone), Камінь грому (англ. Thunder Stone), Камінь зменшення (англ. Minimize Stone), Камінь відбиття (англ. Reflect Stone), Камінь збиття (англ. Doom Stone), та Ултімастоун (англ. Ultima Stone). Також можуть трапитися камені зі знаком запитання, які дають персонажу один випадковий камінь.
Однією з важливих аспектів Chocobo Racing є особливі здібності, які гравець може встановити для кожного персонажа перед заїздом. Для активації спеціальних можливостей потрібно мати заповнений лічильник у верхньому лівому кутку екрану. Після використання лічильник скидається, а спеціальна здібність перезаряджається.

## Сюжет

### Сетинг
Chocobo Racing бере ігрові елементи з Final Fantasy I до Final Fantasy VI. У сюжетний режимі оповідь веде Сід. Вона має 9 глав, візуально розроблених як книжка-панорама з FMV-відеороликами. За сюжетом чокобо зустрічає різних персонажів, яких потрібно перемогти в гонці. Перед початком гри гравець може переглянути історію чи її пропустити, за винятком, коли гравець уперше грає у цьому режимі.

### Персонажі
Більшість персонажів у Chocobo Racing були взяті зі серії відеоігор Chocobo's Dungeon і Final Fantasy. Відразу для гравця доступно вісім персонажів: чокобо, муг, голем, гоблін, чорний чаклун, білий чаклун, Чуббі Чокобо, бехімоцу (яп. ベヒーモス; англ. Behemoth). Секретні персонажі — кактуар, бахамут, Клауд Страйф, Айя Бреа, Скволл Леонхарт.

### Історія
Перша глава, під назвою «Гаджети вперед» (англ. Gadgets a go-go), починається з винаходу Сіда, реактивні ролики, та пропонує чокобо випробувати їх на тест-трасі біля його лабораторії. Через деякий час з'являється мугл, який просить змайструвати і для нього щось. Сід розробляє для нього скутер і випробовує його в гонці з чокобо, але він програє та гнівається. Винахідник пояснює, що чокобо виграв за допомогою його особливої здібності — «Блакитному кристалі» на нозі, даючи можливість прискорюватися. Муг хоче знайти для себе такий кристал і разом із чокобо вони вирушають у подорож, щоб розгадати таємницю «Блакитного кристала».
Діставшись до Місідії, міста чарівників, у білого чарівника вони помічають «Блакитний кристал», що насправді лише уламок Магициту. Білий чарівник згоден розповісти історію кристалу, лише за умови перемоги в гонці. Після виграшу чарівник розповідає, що чарівні уламки це частина одного великого магічного кристалі, який був розламаний і розкиданий по всьому світу.
Головні персонажі, вислухавши легенду, вирішують вирушити на пошуки уламків, подорожують по далеким землям і змагаються з багатьма персонажами. Зібравши всі вісім осколків, вони відновлюють Магицит і відкривають ворота в Фантазію — потойбічний світ чарівних істот. Там відбувається фінальна гонка проти останнього супротивника Багамута, який, переконавшись у силі героїв, повідомляє, що тепер всі істоти можуть співіснувати у світі та вирішує залишити портал між реальним світом і Фантазією завжди відкритим, щоб кожен міг вільно переміщатися між вимірами.
Після завершення сюжету гравець присвоюється конкретна кількість балів, максимум сто. Використовуючи їх, гравець може створити власного гонщика. Точне значення розподіляється між п'ятьма параметрами: максимальна швидкість, прискорення, зчеплення, дрейф, і А. Г. С., що визначає, наскільки швидко заряджається здібність гонщика. Для кожного параметра можна максимально віднести лише двадцять пунктів. Індивідуальні гонщики можуть бути використані в усіх режимах відеогри, за винятком сюжетного режиму, і тільки основні персонажі і Бахамут можуть кастомізовані.

## Розробка
Перша демонстрація Chocobo Racing відбулася на виставці Tokyo Game Show у 1998 році. На той час було невідомо щодо випуску північноамериканської версії гри. IGN відзначив разючу схожість із Mario Kart. Трейлер Chocobo Racing пізніше додати на бонусний CD-диск, що продавався у комплекті з відеогрою Chocobo's Dungeon 2. Спочатку відеогра мала вийти в вересні-жовтні, але дату релізу перенесли на серпень 1999.
Розробкою керував геймдизайнер Токіті Такасі, що відомий як творець Final Fantasy IV та пов'язаних із нею товарів. Виконавчим продюсером був Сакагуті Хіронобу. Дизайном займався Ітіхара Тосіюкі.
Разом з випуском відеогри в Північній Америці, був також організований спеціальний конкурс «Chocobo Racing Grand Prix», де гравцям потрібно було набрати максимальну кількість балів за сюжетний режим у грі та відіслати результат до компанії. Конкурс був поділений на п'ять вікових груп. Щодижця з кожної групи обиралися переможці та нагороджуватися скарбничкою для грошей у вигляді чокобо, а у кінці конкурсу визначалися головні переможці та нагороджувалися відеогрою авторства Square для PlayStation 2000 року випуску та стилізований під чокобо годинник. Срібні переможці отримували відеогру Chocobo's Dungeon 2 і годинник, а бронзові лише годинник.

### Музика
Chocobo Racing Original Soundtrack — оригінальний саунтрек, розроблений Square та випущений лише для Японії 25 березня 1999 року для DigiCube. Було продано 35 000 копій. Саундтрек має номер каталогу SSCX-10030 і триває 57:17. Композитором був Іто Кендзі, що розробляв музику до гри та переписував музику Уемацу Нобуо, розроблену для серії Final Fantasy. Винятком були лише фінальна пісня «Treasure Chest In The Heart» (укр. «Скриня зі скарбами у твоєму серці»), оркестрована Хамагучі Сіро та виконана Охта Хіромі. В англомовній версії відеогри вона виконується Вікі Велл.

## Реліз
Розробником та видавцем відеогри є Square. Спочатку гра вийшла 18 березня 1999 року для японської аудиторії на PlayStation, а пізніше, 20 грудня 2000 року, була перевидана для серії PS one Books. Північноамериканська аудиторія реліз відбувся 10 серпня 1999 року, а для європейської — 11 жовтня 1999 року. Також,  9 лютого 2009 року, вийшла версія для PSN. У Японії була портована 10 вересня 2009 року на PlayStation 3 та PSP, а 28 серпня 2012 на PS Vita.

### Скасовані
На виставці E3 2010 15 липня 2010 року Nintendo анонсувала нову відеогру під робочою назвою Chocobo Racing 3D для Nintendo 3DS. Але, 10 жовтня 2010 року, Токіта Такасі, директор оригінальної серії Chocobo Racing, заявив, що проект було скасовано.

## Критика
| Агрегатор    | Оцінка |
| ------------ | ------ |
| GameRankings | 61 %   |

| Видання                   | Оцінка    |
| ------------------------- | --------- |
| AllGame                   | [ 21 ]    |
| Electronic Gaming Monthly | 6/10 ·    |
| Famitsu                   | 30/40     |
| Game Informer             | 6,25/10 · |
| GameSpot                  | 4,4/10 ·  |
| IGN                       | 5,6/10 ·  |

Продано близько 300 000 копій японська версія відеогри Chocobo Racing, а ігровий журнал «Famitsu» оцінив гру на 30 балів з 40. IGN заявив, що Square лише намагається розбагатіти на більш популярному Mario Kart від Nintendo, так як елементи геймплею були однакові. Інші критики згодилися з цим, називаючи його лише блідою копією яскравого оригіналу, з жахливим дизайном трас і незручним управлінням.
1UP.com, у ретроспективному огляді, оцінив відеогру як «не варто».
Крім подібності до Mario Kart, критики відзначили занадто коротку сюжетну лінію, яку можна було пройти за дві години, та легкі завдання. Інші ж говорили про недостатню опрацьовану бойову систему та обмежену кастомізацію персонажа. І лише музика отримала позитивні відгуки, а фінальний саундтрек оцінили як «вражаючи красива».